# 齊旺巴勒楚克
齊旺巴勒楚克（?—1843年），卫拉特蒙古杜尔伯特部人，绰罗斯氏。清朝蒙古王公，第六代杜尔伯特汗。固哩达什的玄孙，第一代杜尔伯特汗车凌的曾孙，第二代杜尔伯特汗索諾木袞布的孙子，第三代杜尔伯特汗瑪克蘇爾札布之子。
道光元年（1821年）第五代杜尔伯特汗拉木札布去世，没有儿子。拉木札布的叔叔齊旺巴勒楚克袭封杜尔伯特部札萨克特古斯库鲁克达赖汗。道光六年（1826年），回疆张格尔之乱，杜尔伯特汗齊旺巴勒楚克和王公扎萨克等献驼马助军。十二月，因为齐旺巴勒楚克等复输驼助军，道光帝嘉赏了他。道光八年（1828年）十二月戊子，道光帝赏杜尔伯特汗齐旺巴勒楚克三眼花翎。十二月癸巳，命杜尔伯特汗齐旺巴勒楚克，在乾清门行走。道光二十三年（1843年）齊旺巴勒楚克去世，其次子密什克多尔济袭封杜尔伯特汗。长子棍布扎布过继给杜尔伯特前旗扎萨克亲王贡噶诺尔布（车凌乌巴什的族侄孙）。